# República de Tabasco

Movimientos separatistas generados por la disolución de la República Federal.
Territorio autoproclamado independiente
Territorio reclamado por la República de Texas
Territorio reclamado por la República del Río Grande
Sublevaciones

En su historia, el estado mexicano de Tabasco, ha proclamado su separación del país en tres ocasiones, todas durante el siglo XIX. La primera ocasión en que se proclamó la separación de Tabasco de México ocurrió en 1841, después de una guerra civil ocurrida en el estado y que inició en noviembre de 1839 en protesta por la desaparición de la república federal y la instauración del régimen centralista en el país. En esa ocasión, el Congreso tabasqueño decretó la separación del estado, proclamó la creación de la República de Tabasco, y nombró como presidente a José Víctor Jiménez Falcón.
La segunda separación tuvo lugar en 1845, como resultado de un golpe de Estado contra el gobernador José Víctor Jiménez encabezado por el comandante general Ignacio Martínez de Pinillos, quien inició un alzamiento militar, el desconocimiento del gobierno establecido y la separación de Tabasco el 14 de junio de 1845. En 1846, durante la invasión estadounidense a Tabasco, ocurrió la tercera secesión del estado, cuando el entonces gobernador y comandante general Juan Bautista Traconis, después de haber derrotado a los estadounidenses y para evitar un segundo intento de ocupación, solicitó apoyo del gobierno mexicano y al no recibirlo, se declaró en rebeldía, por lo que proclamó la separación de Tabasco el 9 de noviembre de ese año.

## Antecedentes
La inestabilidad que caracterizó a aquella época, repercutió con turbulencia en una región hasta entonces precariamente organizada. Como en todo comienzo, la situación se presentó desordenada; pero hacia 1829 empezó a aclararse. En aquel año Vicente Guerrero, presidente de la República, aplastó el intento español de reconquistar a México con una fuerza al mando del general Isidro Barradas, quien invadió al país por el puerto de Tampico. El que impidió directamente que la reconquista se llevara a cabo fue López de Santa Anna quien, por ese hecho, se convirtió en un héroe nacional. En esa época, en Tabasco actuaban dos bandos: uno, encabezado por Agustín Ruiz de la Peña, quien apoyaba a los federalistas y otro por Marcelino Margalli, quien favorecía a los centralistas. Esa pugna local era un reflejo de la lucha a veces sorda, a veces desembozada, que federalistas y centralistas libraban en el país y que sólo comenzaría a resolverse, en definitiva, a partir del triunfo de la Revolución de Ayutla a mediados de siglo.
En la capital de la República la situación era tensa, inquietante: el presidente Anastasio Bustamante (1830- 1832) hacía esfuerzos por estabilizar la situación política y la vida económica del país. Si el federalismo había triunfado en 1824, fue a costa del compromiso con los fueros y privilegios que reclamaban la iglesia y el ejército. La paz, en consecuencia, era frágil. En 1832, algunos militares liberales acuciados por el recuerdo de Guerrero, se levantaron contra el gobierno de Bustamante. En Tabasco ocupaba la gobernatura del estado el centralista José María Rovirosa quien, al conocer los hechos, juró lealtad al presidente Bustamante pero el gobernador Rovirosa falleció ese mismo año y fue sustituido por el federalista Manuel Buelta. Mientras esto sucedía en Tabasco, en el resto de la república la lucha de los centralistas contra los federalistas seguía en plena efervescencia. A fin de cuentas, resultó victorioso el bando centralista: en 1836 se promulgó la Constitución Centralista, conocida también como las Siete Leyes. Este lapso generó mucha inestabilidad política en la que se manifestaron problemas regionales y conflictos entre el centro y las entidades del país. Se suscitaron rebeliones en varios lugares entre los que destacan.
- Zacatecas fue el primer estado en declararse en contra del centralismo en la llamada Rebelión en Zacatecas de 1835, la cual fue rápidamente sofocada. Como castigo a su rebeldía, parte del territorio de Zacatecas fue escindido y se creó el territorio de Aguascalientes.

- La región de Texas del estado de Coahuila y Texas declaró su independencia de México el 2 de octubre de 1835, este suceso es conocido como la Independencia de Texas y generó el nacimiento de la República de Texas.

- Porciones de los actuales estados de Coahuila, Nuevo León y Tamaulipas se declararon independientes de México el 17 de enero de 1840 proclamándose como la República del Río Grande. La república jamás fue independiente realmente, ya que los sublevados fueron rápidamente derrocados. La República fue disuelta el 6 de noviembre de 1840.

- Yucatán que se había unido a la federación bajo la condición de República federada se declaró independiente en 1840, (oficialmente el 1 de octubre de 1841), este hecho resultó en el nacimiento de la segunda República de Yucatán que se reincorporó definitivamente a la nación en 1848.

## Separación de Tabasco en 1841

### Revolución federalista
En 1839 al grito de "Federación o muerte" se inicia en Tabasco la llamada Revolución federalista, una cruenta guerra civil entre federalistas y centralistas, que culminaría hasta 1841. Los rebeldes federalistas encabezados por Fernando Nicolás Maldonado tomaron Jonuta, después Tepetitán, Macuspana y Jalapa, luego se extienden a Teapa, Tacotalpa y Cunduacán, enfilando para la capital del estado defendida por el gobernador centralista, general José Ignacio Gutiérrez. En la capital se libraron cruentos combates en los barrios de La Punta y Esquipulas, así como el centro. Los combates duraron 40 días en los que ambos bandos bombardearon la ciudad hasta que, al no poder tomar a plaza, los federalistas se retiraron hacia Frontera. Poco tiempo después, se reiniciaron los combates en Comalcalco.
Ante esta situación, Fernando Nicolás Maldonado, viajó a Campeche y Mérida, en donde se entrevistó con el general Juan Pablo de Anaya, el cubano Francisco de Sentmanat, y el gobernador de Yucatán Juan de Dios Cosgaya, a quienes convenció de la necesidad de restablecer el federalismo en Tabasco. Juan Pablo de Anaya, quien sería nombrado Comandante de las fuerzas federalistas convenció al almirante estadunidense E. W. Moore quien comandaba tres buques de la armada texana de apoyarlo para liberar a Tabasco del gobierno centralista.
De esta forma, se formaron tres contingentes militares, uno comandado por Fernando Nicolás Maldonado, otro encabezado por Francisco de Sentmanat y el tercero, capitaneado por Juan Pablo de Anaya. Anaya entró al estado por le puerto de Guadalupe de la Frontera, el 7 de septiembre de 1840, en compañía del Almirante E. W. Moore y los tres buques de la armada de Texas, y enfilaron hacia la capital del estado. San Juan Bautista.
El 29 de junio de 1840 la artillería rebelde bombardea nuevamente San Juan Bautista y ocupa los barrios de Esquipulas, La Punta y parte del centro de la ciudad, el gobernador centralista José Ignacio Gutiérrez tenía sus atrincheramientos en el Fortín de la Encarnación, la calle del Calvario, El Principal y la casa de Gobierno, pero los rebeldes federalistas no pudieron tomar la plaza, pero gran parte del centro de la ciudad resulta destruido y quemado.
Los rebeldes se reagrupan e inician una nueva ofensiva derrotando a los centralistas en Cunduacán mientras que las fuerzas texanas avanzaban sobre la capital San Juan Bautista este hecho, enfrió mucho el ánimo de los centralistas. 
Esta guerra civil culminaría hasta enero de 1841, con el triunfo de los federalistas y la caída del gobernador centralista José Ignacio Gutiérrez, quien capitula el 17 de noviembre de 1840 y entrega la plaza al General Juan Pablo de Anaya quien es nombrado gobernador provisional de Tabasco. El triunfo de los federalistas tabasqueños molestó al Presidente Anastasio Bustamante quien de inmediato ordenó fuertes sanciones económicas para el estado, que incluían la prohibición del comercio de productos provenientes de Tabasco.
El 11 de febrero de 1841, el presidente Bustamante expide un decreto que cierra para el comercio extranjero y el de escala y cabotaje el puerto de San Juan Bautista, así como también le quita el nombramiento de "Puerto Menor" a la ciudad, el decreto entró en vigor el 15 de febrero.

### República de Tabasco

Movimientos separatistas en México, entre 1835 y 1848.

Las sanciones impuestas a Tabasco por el presidente Bustamante, representaban un duro golpe para la economía estatal; ello desató el malestar en las autoridades federalistas tabasqueñas, por lo que el 13 de febrero de 1841 el Congreso del Estado de Tabasco integrado por los diputados de la VIII Legislatura: Manuel Zapata (Presidente), Joaquín Burelo (secretario), Antonio Bordas, José María Maldonado y Pedro Antonio Díaz, decretó la separación de Tabasco de México, y la proclamación de la República de Tabasco  en protesta por el centralismo imperante en el país, y por las injustas sanciones impuestas por el Gobierno Central, por lo que el Congreso local asumió las facultades del Congreso General, y le otorgó al gobernador José Víctor Jiménez las facultades de presidente de la República, además de crear tres secretarías: la de Gobernación y Relaciones a cargo de Don Joaquín Crescencio Rejón, la de Hacienda a cargo de Don Carlos Serra, y la de Guerra y Marina a cargo del General Ignacio Martínez de Pinillos.
Asimismo se suprimió la comandancia general y se establecieron comandancias particulares, se reglamentó la aduana y se decretó que las autoridades eclesiásticas, civiles y militares jurarían ante el gobernador, ante la Constitución local y alcaldes.
En marzo, José Víctor Jiménez decretó que se permitiría que los barcos extranjeros que celebraran tratados de amistad y comercio con la República, pudieran transportar productos de cualquier puerto mexicano al puerto de Tabasco, pagando los derechos como si provinieran de puertos extranjeros, y se anunció que los productos mexicanos serían catalogados como "importados" y pagarían 12% de derechos.
Sin embargo, debido a la inestabilidad política por los conflictos internos, encabezados por Juan Pablo Anaya y Francisco de Sentmanat, que provocaron el derrocamiento de José Víctor Jiménez y el ascenso de nuevos gobernadores, hizo que las autoridades tabasqueñas se olvidaran de sentar las bases de la autoproclamada república, por lo que el proceso quedó inconcluso y aunque el estado continuó separado de México, no se consolidó la creación de la llamada "República de Tabasco".

### Invitación de Yucatán para formar una República
Ese mismo año, viene a Tabasco una comisión de Yucatán encabezada por Don Justo Sierra O'Reilly, para entrevistarse con las autoridades tabasqueñas a fin de proponer la creación de una República Autónoma independiente de México, a lo que el Congreso local después de deliberar, decidió no aceptar dicha invitación, acordando ambos gobiernos que Tabasco no intervendrá en el problema entre México y Yucatán, ni permitirá que desde su territorio tropas mexicanas ataquen Yucatán.

### Anexión de Huimanguillo y Pichucalco
El 3 de septiembre de ese año, el Congreso del Estado, autorizó al gobierno de Tabasco a anexar al estado el cantón de Huimanguillo que pertenecía a Veracruz, y el partido de Pichucalco que estaba en posesión de Chiapas. Ambos territorios eran reclamados por Tabasco desde 1824.

### Reincorporación de Tabasco
El 4 de noviembre de 1841, el presidente de la República Antonio López de Santa Anna, emite un Decreto por medio del cual quedan sin efecto las sanciones impuestas a Tabasco por el expresidente Bustamante, ordenando además la reapertura del puerto de San Juan Bautista y da instrucciones para que los productos tabasqueños sean recibidos en cualquier puerto de la República.
A mediados de noviembre de 1841, el presidente Antonio López de Santa Anna envía una comisión para convencer a las autoridades tabasqueñas de que regresen a la Unión, asegurándoles el regreso del Federalismo al País. Dicha comisión fue atendida por el gobernador interino Francisco Díaz del Castillo y el comandante general del estado Francisco de Sentmanat.
Como consecuencia de esta reunión, el 14 de noviembre Tabasco devolvió los territorios de Huimanguillo a Veracruz y Pichucalco a Chiapas, y el gobernador Díaz del Castillo reconoció a Antonio López de Santa Anna como presidente, e inició las negociaciones para la reincorporación de Tabasco a México, sin embargo el Congreso del Estado puso como condición para la reincorporación, que se promulgara una nueva Constitución que garantizara una nueva república federalista en el país. Es así como el estado de Tabasco se reincorpora a México oficialmente el 2 de diciembre de 1842.

## Separación de Tabasco en 1845
En 1845, el gobernador del estado José Víctor Jiménez, fue derrocado por el comandante general Ignacio Martínez de Pinillos, quien simpatizaba con el movimiento encabezado a nivel nacional por el coronel Joaquín Rangel que intentaba restaurar el federalismo en el país. Martínez de Pinillos encabezó un alzamiento militar en contra del gobernador Jiménez, desconociéndolo y separando a Tabasco del gobierno central el 14 de junio de 1845.
El Ayuntamiento de San Juan Bautista proclamó el restablecimiento de la Constitución federalista de 1824 y la reposición del Gobernador y Vicegobernador que funcionaban en 1834. Entonces se hizo cargo de la gubernatura interinamente, Juan de Dios Salazar, el 18 de junio de ese año, lo que ocasionó que hubiera dos gobernadores al mismo tiempo, Salazar en la capital del estado, y el gobernador Constitucional José Víctor Jiménez en Jalapa.
Salazar propuso a Martínez de Pinillos y al Ayuntamiento de San Juan Bautista que Tabasco volviera a la unión nacional y se reconciliaran con el presidente José Joaquín de Herrera, pero su propuesta fue rechazada, y Martínez de Pinillos con el respaldo del Coronel liberal de origen colombiano Miguel Bruno, mantuvo su apoyo a Joaquín Rangel y a la separación de Tabasco.
Al poco tiempo, el gobernador interino Juan de Dios Salazar tuvo serias diferencias con el comandante general del estado, Ignacio Martínez de Pinillos, y previendo un alzamiento militar de este, viajó a Veracruz para solicitar apoyo, además, convenció a Bruno de retirarle su apoyo a Pinillos, quien se alzó en armas en contra de Salazar. 
A mediados de julio Miguel Bruno organizó sus fuerzas en Nacajuca y a principios de agosto atacó la capital del estado, mientras que por otro lado hizo lo mismo el gobernador desplazado José Víctor Jiménez, quien trataba de recuperar el gobierno, y con ayuda de tropas chiapanecas ganó Pichucalco y Teapa, declarando a Teapa "Capital federalista de Tabasco" y llamando a la unión estatal. A principios de septiembre Bruno derrotó a Martínez de Pinillos, quedándose con la Comandancia General del Estado, mientras que José Víctor Jiménez con apoyo de las tropas chiapanecas, marchó sobre la capital San Juan Bautista.
Restituido en su cargo José Víctor Jiménez, reincorporó a Tabasco a la unión nacional el 9 de septiembre de 1845.

## Separación de Tabasco en 1846

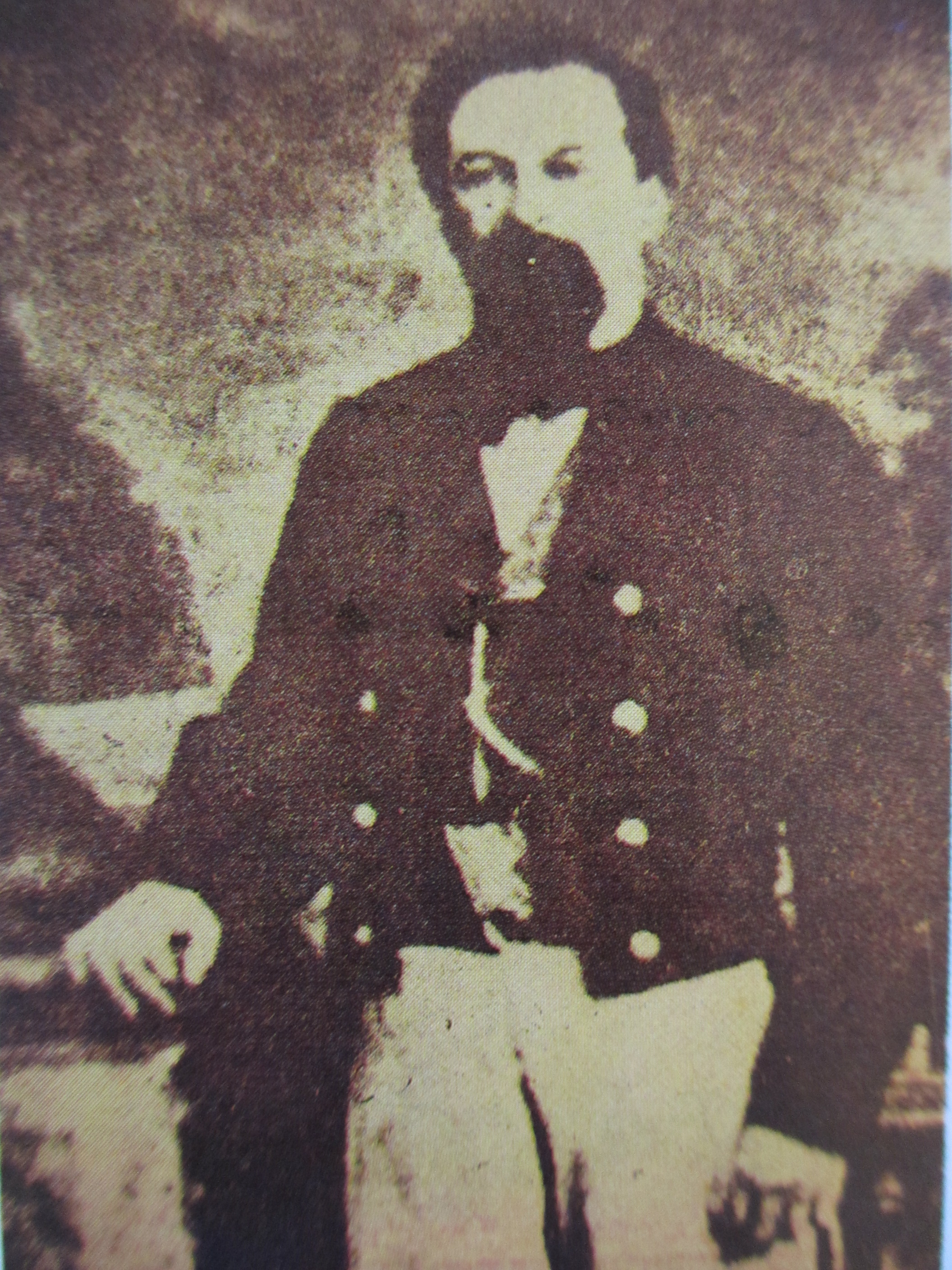
Coronel Juan Bautista Traconis, obtuvo una victoria histórica sobre los estadounidenses. Declaró a Tabasco separado de México en 1846.

La invasión estadounidense a México (1846-1847) tuvo su origen en el propósito de anexarse la porción de territorio nacional que correspondía a la parte del norte del país, zona limítrofe, con los Estados Unidos. Si descontamos Texas que ya se había sido independizado en 1836 en la Batalla de San Jacinto, contamos además Nuevo México y el de la Alta California (vendidos durante el llamado Tratado de Guadalupe Hidalgo) que fueron en total, 1.528.241 km²: 689.836 de Texas y 838.405 de Nuevo México y Alta California.
De esta región territorial se formaron los estados de Texas, Nuevo México, Arizona, California, Nevada, Utah y parte de Colorado, Oklahoma, Kansas y Wyoming, de los Estados Unidos. La situación era previsible: por un lado aquellas regiones se hallaban habitadas en buena medida por colonos anglosajones, quienes mostraban descontento de pertenecer a México. Por otra parte, en los Estados Unidos se perfilaba ya de manera bastante clara, la teoría expansionista conocida como el Destino manifiesto, en la que ese estado habría de basar su política durante las épocas siguientes.
Por aquellas fechas, la guarnición de Tabasco se encontraba encabezada por el comandante general Juan Bautista Traconis; cuatro meses habían transcurrido desde la declaración de guerra cuando, en octubre de 1846, los americanos sitiaron Veracruz y su siguiente paso fue enviar a Tabasco una cuadrilla al mando del comodoro Mathew C. Perry. A continuación relata los hechos el propio comandante Traconis: "El 21 de octubre de 1846 se avistó frente a la barra de Frontera una goleta, que suponiéndola, mercante, salió en busca de ella para meterla; más al aproximarse a su bordo advirtió que era norteamericana y de guerra".

### Primera Batalla de Tabasco
El 22 se avistaron otros buques; el 23 en la mañana entraron todos y tomaron posesión de Frontera, que se hallaba sin guarnición de ninguna clase. El 24 a las seis de la tarde, se recibió el parte de aquella invasión, día en que precisamente habían emprendido su marcha sobre la capital, el 25 a las doce del día llegaron frente a la población de San Juan Bautista (hoy Villahermosa). En este estado mandaron imponer la rendición, manifestando a la vez, que de no efectuarse en quince minutos, demolerían la plaza y pasarían después a cuchillo a toda la guarnición; y como a esto no se les contestó sino que se les esperaba, regresaron los comisionados a bordo y rompieron en el acto sus fuegos, bombardeando la ciudad, que asaltaron después por cinco ocasiones sin obtener el menor éxito favorable. El 26 al rayar el día repitieron con más actividad sus fuegos de artillería sobre la plaza y la volvieron a asaltar por dos ocasiones más, en que sin lograr ventaja alguna en el primero, en el segundo fueron derrotados completamente, hasta el extremo de haber abandonado el campo. Toda la cuadrilla salió después para Veracruz, dejando en Frontera dos buques de guerra para impedir el comercio y bloquear el acceso de víveres y abastecimiento a la capital del estado.

### Separación de Tabasco
Una vez que los norteamericanos salieron de Tabasco y este se encontraba ya aparentemente pacificado, el comandante Juan Bautista Traconis, urgió al Gobierno de la República para que le enviara ayuda, considerando que era inminente un segundo asalto y prometiendo que "Tabasco no caería en manos de los norteamericanos". Molesto por la negativa del gobierno a enviarle ayuda económica y militar, se pronunció en rebeldía decretando el 9 de noviembre de 1846 la separación de Tabasco de México.

### Reincorporación de Tabasco
Traconis fue acusado de traición a la patria, el Gobierno de la República, prometió ayuda a Tabasco. y así el 9 de diciembre de ese mismo año, se levanta en la capital del estado un acta rectificando la separación: "Habiendo cesado las causas que impulsaron al estado de Tabasco a separarse de México, vuelve a la unión nacional y reconoce nuevamente al supremo gobierno."
Sin embargo, el gobernador Traconis continuó desconociendo al presidente Mariano Salas, por lo que ante el descontento popular y las presiones del gobierno central, se vio obligado a dejar el cargo el 5 de enero de 1847 entregando el mando político a Justo Santa Anna y la Comandancia General al teniente coronel Alejandro García, volviendo Tabasco a la unión nacional ese mismo día.

### Segunda Batalla de Tabasco

Comodoro Matthew Calbraith Perry. Protagonizó dos batallas contra las fuerzas tabasqueñas, saliendo victorioso en la segunda, ocupando Tabasco en 1847

Posteriormente, el 13 de junio de 1847 los norteamericanos regresan en dos buques y el 16 de junio bombardean indiscriminadamente la ciudad de San Juan Bautista, los tabasqueños defendieron valientemente su territorio hasta que, agotados por la falta de recursos para defenderse, tuvieron que abandonar la plaza que cae en poder de los norteamericanos. Las autoridades trasladan los poderes a la Villa de Tacotalpa declarándola capital provisional. El Comodoro Mathew C. Perry, toma la ciudad de San Juan Bautista y nombra como Gobernador Interino al General Vant Brunt, quien se queda en la capital con 420 hombres.
El 25 de junio comienza a actuar la guerrilla tabasqueña, atacando sobre todo por las noches el avance de los invasores. los días 26 y 29 de junio, así como el 12 de julio se libraron cruentos combates en las cercanías de San Juan Bautista. 
Por fin el 22 de julio, agobiados por la guerrilla tabasqueña y por un clima hostil, los norteamericanos se retiraron de San Juan Bautista, no sin antes incendiar y devastar la ciudad, quedando la ciudad de San Juan Bautista destruida con casas y edificios en ruinas, principalmente la aduana, la cárcel, la iglesia de Nuestra Señora de la Inmaculada Concepción, El Principal y la Catedral de Esquipulas.